# Ernestine Rose

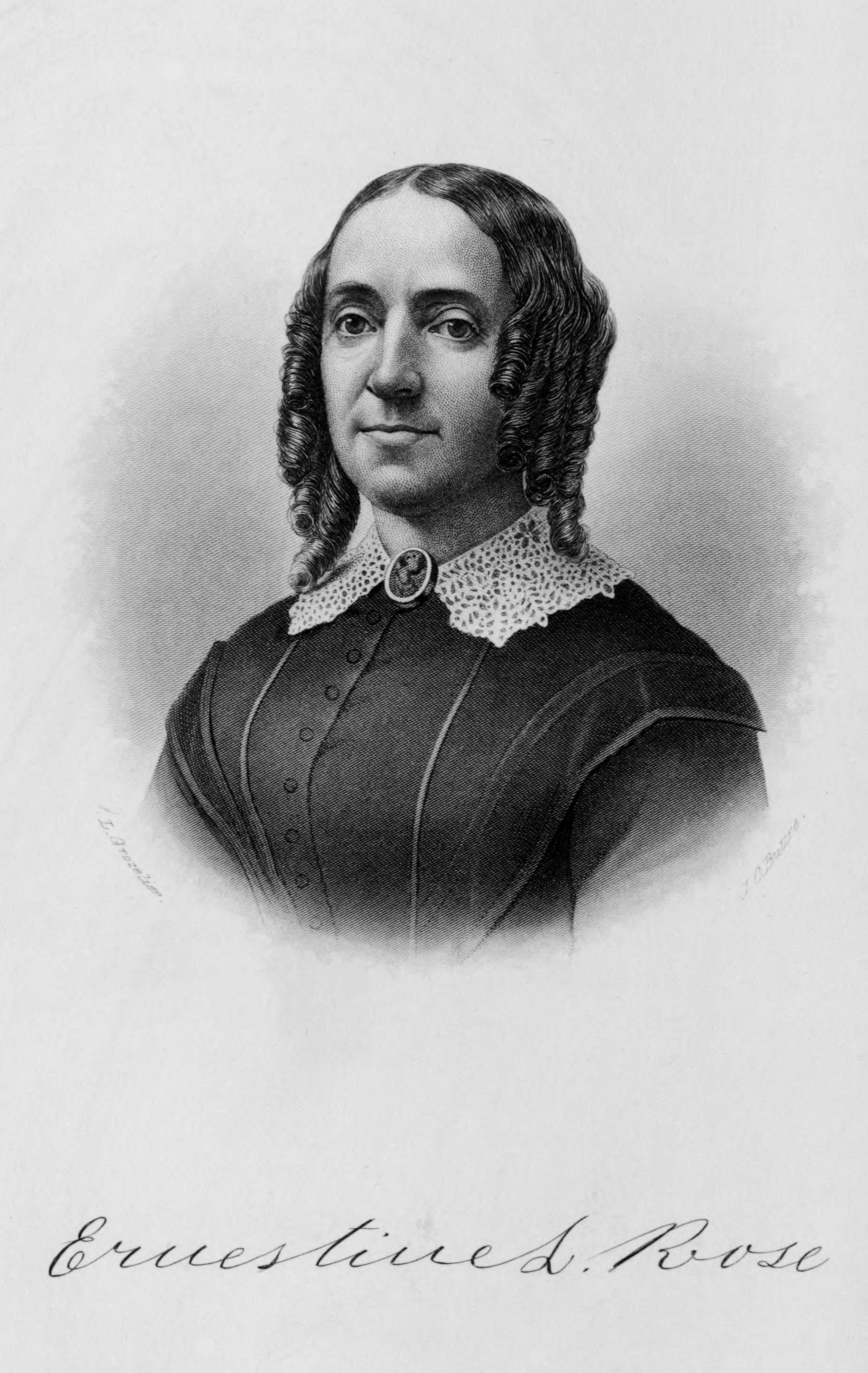
Ernestine Rose, 1887

Ernestine Louise Rose (* 13. Januar 1810 als Ernestine Louise Sigismund Potowsky in Piotrków Trybunalski; † 4. August 1892 in Brighton) war eine polnisch-US-amerikanische Frauenrechtlerin und Abolitionistin. Sie war eine zentrale Figur der frühen Frauenrechtsbewegung in den USA.

## Leben
Ernestine Sigismund Potowsky wurde im Ghetto von Piotrków Trybunalski geboren. Als Tochter eines Rabbiners erhielt sie eine bessere Bildung als die meisten Mädchen ihres Umfeldes. Sie lernte Hebräisch und las die Tora. Mit 14 Jahren begann sie, die Lehren der jüdischen Religion abzulehnen, da sie ihrer Meinung nach Frauen herabsetzten.
Als ihre Mutter 1826 starb, arrangierte Ernestines Vater eine Ehe mit einem wesentlich älteren Mann, dem dadurch das Erbe seiner Tochter zufallen sollte. Ernestine, die erst 16 Jahre alt war, klagte gegen den Ehevertrag und erstritt sich vor Gericht das Recht, ihren eigenen Besitz zu behalten. Ein Jahr später verließ sie Polen.
Sie zog zuerst nach Berlin, wo sie sich trotz der Hindernisse, die die antijüdische Gesetzgebung ihr entgegenstellte, für zwei Jahre niederließ. Sie erfand und produzierte eine Art Raumlufterfrischer, durch deren Verkauf sie ihre weiteren Reisen finanzierte. Von Berlin zog sie in die Niederlande, danach nach Frankreich und schließlich 1831 nach England. Dort begann sie, sich gesellschaftspolitisch zu engagieren, und lernte unter anderem Elizabeth Fry und Robert Owen kennen. Mit Owen gründete sie 1835 die Association of All Classes of All Nations. 1836 heiratete sie den Silberschmied William Rose, mit dem sie noch im selben Jahr nach New York zog.
In New York setzte sich Ernestine Rose weiterhin für das Recht verheirateter Frauen auf eigenen Besitz ein. Zusammen mit Paula Wright Davis und Elizabeth Cady Stanton organisierte sie eine Kampagne zugunsten eines entsprechenden Gesetzentwurfes, der allerdings erst Jahre später erfolgreich war. Sie begann außerdem, sich in der Freidenkerbewegung zu engagieren. Sie schrieb für die Freidenker-Zeitschrift Boston Investigator und hielt Reden auf religionskritischen Konferenzen.
1850 nahm sie an der ersten National Women’s Rights Convention in Worcester (Massachusetts) teil, auf der sie eine Resolution zur politischen, rechtlichen und sozialen Gleichstellung von Frauen und Männern einbrachte. In den folgenden Jahren trat sie häufig als Rednerin auf ähnlichen Konferenzen auf.

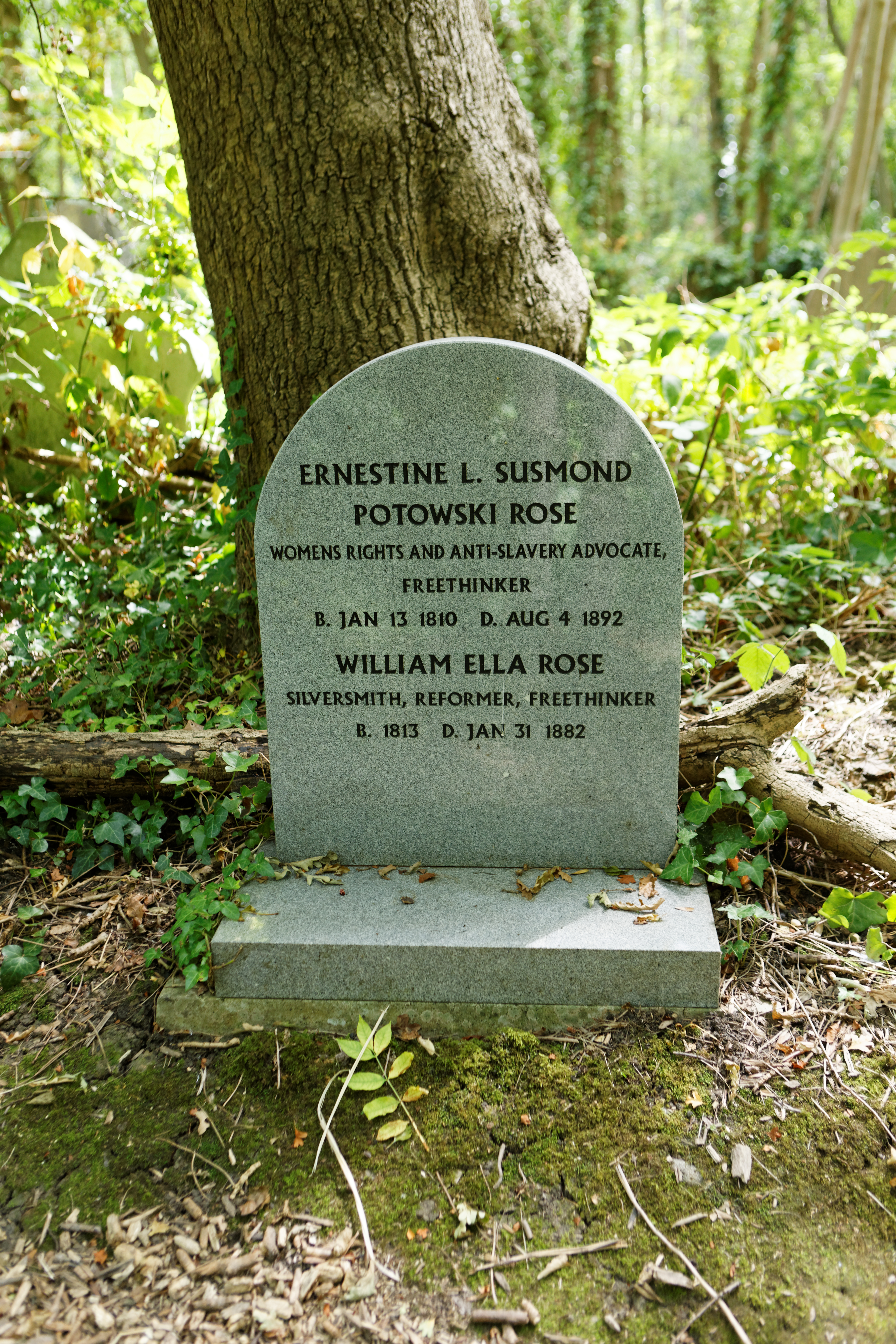
Ernestine Roses Grabstein auf dem Highgate Cemetery in London

Während des Amerikanischen Bürgerkrieges sprach sich Rose für die Abschaffung der Sklaverei aus. Nach dem Ende des Bürgerkrieges setzte sie sich mit Elizabeth Cady Stanton und Susan B. Anthony sowohl für das Frauenwahlrecht als auch für die Bürgerrechte der ehemaligen Sklaven ein.
1873 kehrte Rose mit ihrem Ehemann nach England zurück. William Rose starb 1882. Ernestine Rose starb zehn Jahre später in Brighton im Alter von 82 Jahren. Sie wurde auf dem Highgate Cemetery begraben.